# Miracle économique espagnol

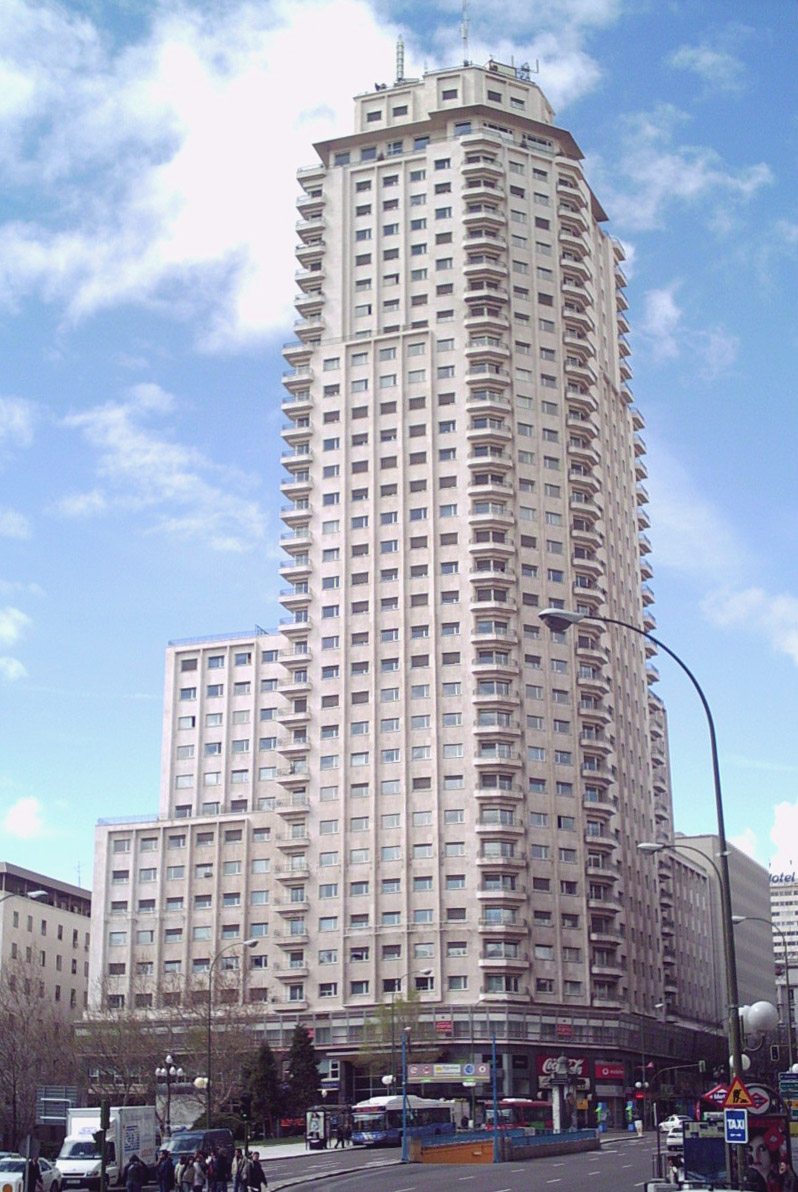
La Torre de Madrid, culminant à 142m, construite en deux temps de 1954 à 1960, symbolisa la relance économique du pays.
Architecte : Julián Otamendi Machimbarrena.

Cet article présente une perception positive de l'évolution économique de l'Espagne contemporaine entre 1959, après le plan de stabilisation de 1959 et 1973 et après la transition démocratique, depuis 1986 et son entrée dans la communauté économique européenne.
L'Espagne intègre la CEE en 1986 et ses fonds structurels lui permettent d'entamer une deuxième phase vertueuse de croissance immobilière associée à un dynamisme touristique.
Cette perception d'un dynamisme économique susceptible d'être exemplaire s'achève avec l'explosion de la bulle immobilière en 2008.

## Immobilisme socio-économique

### Les phalangistes aux commandes
Après la guerre civile et la situation post-guerre mondiale qui isolera l’Espagne franquiste pendant 10 ans, la situation laissée par le franquisme a laissé pendant quarante années l'Espagne sous la coupe d’une économie dirigée vers la réussite nationale, l’apport de devises par l’investissement étranger (automobile, aviation, tourisme) tant sur le plan social qu'économique. 
De l'extérieur, l’image que l’on avait de l'Espagne à la fin du régime franquiste l'assimilait à un pays arriéré, par rapport aux normes européennes: faible industrialisation, insuffisantes infrastructures, importante émigration de la population active vers d'autres pays européens, qui amenait des devises au pays. Pourtant, dans les faits, l’Espagne était déjà leader européen de la construction automobile, numéro trois pour l’aéronautique, numéro un pour la construction navale et numéro deux pour le tourisme et l’agriculture.
Cette situation provient du mode de gestion instauré par les vainqueurs de la guerre civile, la Phalange espagnole, qui appuyée par les technocrates de l'Opus Dei, lancera en 1959 le fameux plan Ullastres, que l’on qualifiera de miracle économique espagnol, sous la férule de l'Instituto Nacional de Industria (INI).

### Le passage de relais des technocrates
Les derniers ministres de Francisco Franco, entre 1959 et 1973, appliquèrent les mesures requises par le Fonds monétaire international, sortant l'Espagne de son isolement. Ils furent désignés sous le nom de technocrates ; ils identifièrent puis promurent certains axes économiques comme prometteurs selon un modèle d'économie planifiée dit « développementiste » ((es) desarrollismo).
Dans le domaine de l'équipement automobile, l'Espagne s'appuie sur l'industrie locale pour développer SEAT, et l'entreprise de camions Pegaso et prend des commandes d'État lui permettant d'introduire une filière militaire.
Ils décidèrent de passer au cap du tourisme de masse, en proposant à la vente des quartiers de villégiature côtiers qui parfois atteignirent la taille complète d'une agglomération.
Les infrastructures permettant l'accueil touristique furent mises en place : les bâtiments de l'aéroport Federico-García-Lorca de Grenade datent de cette époque.
Cette orientation forma les auspices de l'essor de l'Espagne après la mort de Franco, mobilisée par un renouveau immobilier financé par des devises étrangères, puis par des fonds structurels émanant de l'Union européenne à compter de 1986.

## Une économie en essor

### Évolutions
Restée longtemps un pays agricole, l’Espagne a connu d’importantes mutations socio-économiques dans la seconde moitié du XXe siècle. Elle possède aujourd’hui une économie diversifiée, grâce notamment à la croissance rapide de l’industrie depuis les années 1950 et à l’essor du tourisme. Entre 1959 et 1973, les emplois industriels ont augmenté de 75.5 %. À partir de 1959, une série de plans de développement a contribué à l’expansion économique du pays. Le développement des industries métallurgique et textile, de la construction navale et de l’extraction minière a été privilégié. L’Espagne est devenue en moins de vingt ans une grande puissance industrielle et agricole. Toutefois, c’est du tourisme que le pays tire aujourd’hui le plus de revenus.

### Synthèse
Tout cela permet à l'Espagne d'être aujourd'hui la douzième puissance mondiale. l'Espagne a connu un développement économique rapide et important depuis la fin des années 1980 et en particulier depuis son intégration à l'Union européenne. Le pays maintient néanmoins des contrastes importants entre les régions les plus industrialisées et dynamiques et celles qui sont en retard, et ce alors que l'Union révise à la baisse la distribution de ses fonds structurels compte tenu de l'extension à 25. L'Espagne est devenue un contributeur net de fonds pour les régions moins développées de l'Union.

## Reconversion actuelle
L'Espagne ne s'endort pas sur ses lauriers et investit dans la recherche et l'enseignement supérieur afin de passer du modèle vertueux précédent (lié à l'immobilier et au tourisme) vers une activité d'avenir correspondant à la compétitivité des nouvelles technologies dans un contexte de mondialisation. Les liens qu'entretiennent les grandes métropoles de la péninsule avec le reste du monde hispanophone fournissent des débouchés importants du fait de la proximité culturelle, ainsi qu'une immigration dynamique venant contrer le vieillissement de la population insulaire : ces centres urbains, essentiellement Madrid, Barcelone et Valence sont cosmopolites et polyglottes.

## Postérité

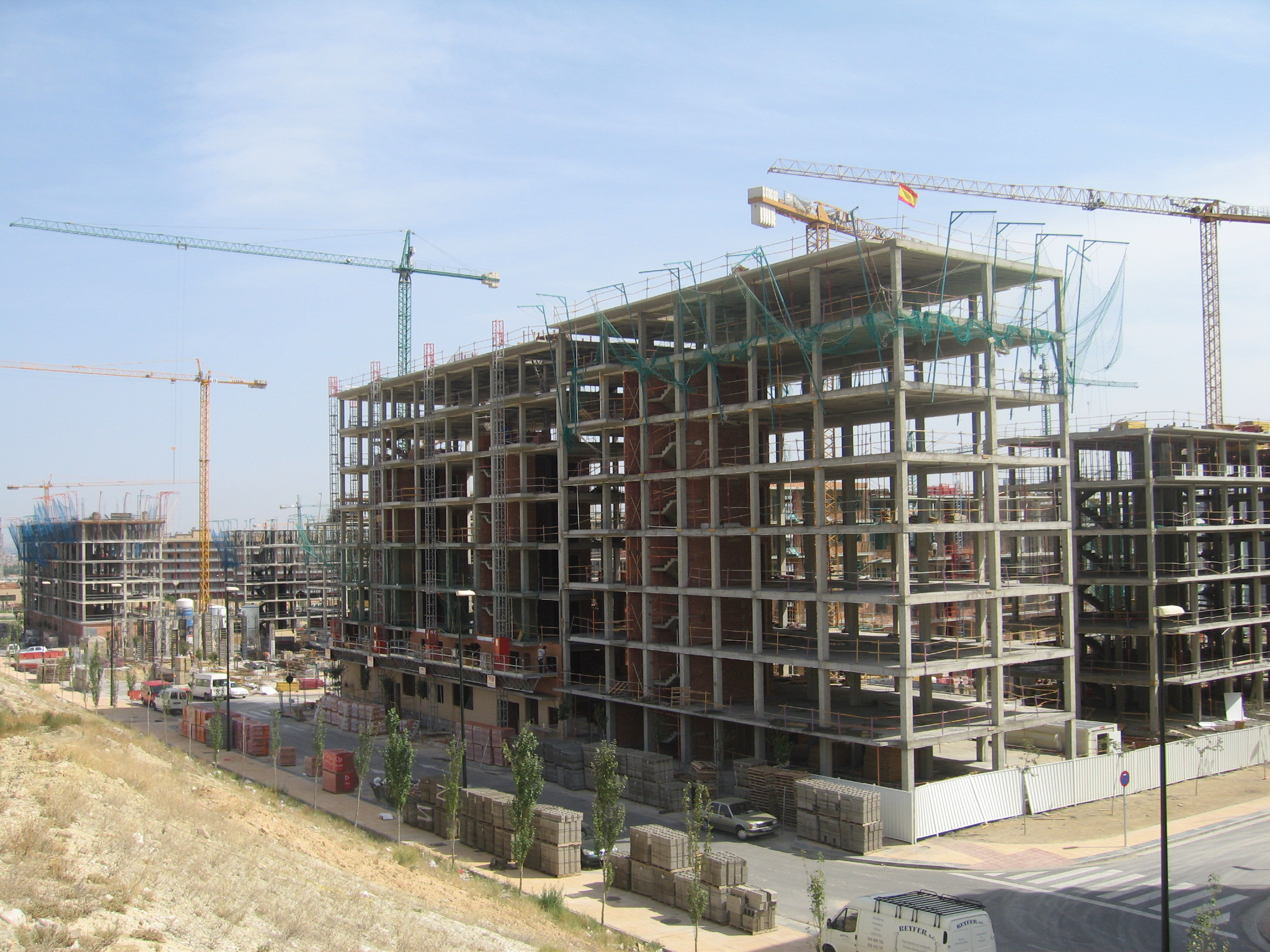
Programmes en construction à Saragosse en septembre 2008. Une fois éclatée, la bulle immobilière a laissé de nombreux chantiers sur le carreau, les entreprises de construction voyant leur financement brusquement tari. Cet effet fut si généralisé qu'on commença à parler dans la presse espagnole de "crise de la brique" (crisis del ladrillo).

Après la présidence d'Aznar, qui fut le dernier à avoir fait l'éloge du cercle économique vertueux adopté par l'Espagne, les temps s'assombrissent avec, d'abord, l'éclatement de la bulle immobilière en 2008. Les banques espagnoles en étaient depuis 2006 à permettre aux particuliers un endettement immobilier à 35 annuités ; comme effet local de la crise financière mondiale débutant en 2007, le secteur entre dans une brusque inversion de tendance (es). À ce brusque retournement s'ensuit une hausse du chômage jusque 30 % dans certaines autonomies, et enfin l'assignation du pays parmi les PIIGS, terme inventé par le même monde financier anglo-saxon d'où proviennent les agences de notation. L'Espagne, frappée par la crise de la dette en 2010, entre en récession économique, ce qui suscite un virulent débat social à compter du 15 mai 2011 nommé à partir du livre de Stéphane Hessel (lire Mouvement des Indignés, désigné en Espagne comme 15-M à partir de sa date d'origine).